# Moreae
Moreae es una tribu de plantas fanerógamas perteneciente a la familia Moraceae.  Incluye 6-10 géneros y entre 70-80 especies vegetales, incluyendo Morus, el género de las moras.
Un trabajo reciente sugiere que la tribu es polifilética.

## Descripción
Es una tribu de los árboles, arbustos, trepadoras e hierbas que son generalmente dioicas.  Sus inflorescencias son más sencillas que la mayoría de los demás géneros de Moraceae.  Sus flores están adaptadas para la polinización por el viento.

## Géneros
- Bagassa -
- Bleekrodea -
- Broussonetia -
- Fatoua -
- Maclura -
- Milicia -
- Morus -
- Sorocea -
- Streblus -
- Trophis[3]